# 方言文
方言文是指直接以方言的語法、詞彙寫成的文字。中國歷史上曾有不少著名的方言文，例如以吳語寫成的小說。但至近代，中國官方大力推廣國語／普通話為通用語言，方言文已開始式微。但在香港和澳門，因襲用粵語，直接以粵語語法和詞彙寫成的書刊文字仍可非常容易見到。

## 另見
- 粵語白話文
- 閩南語白話字